# 美国国家航空航天局第二十一组宇航员

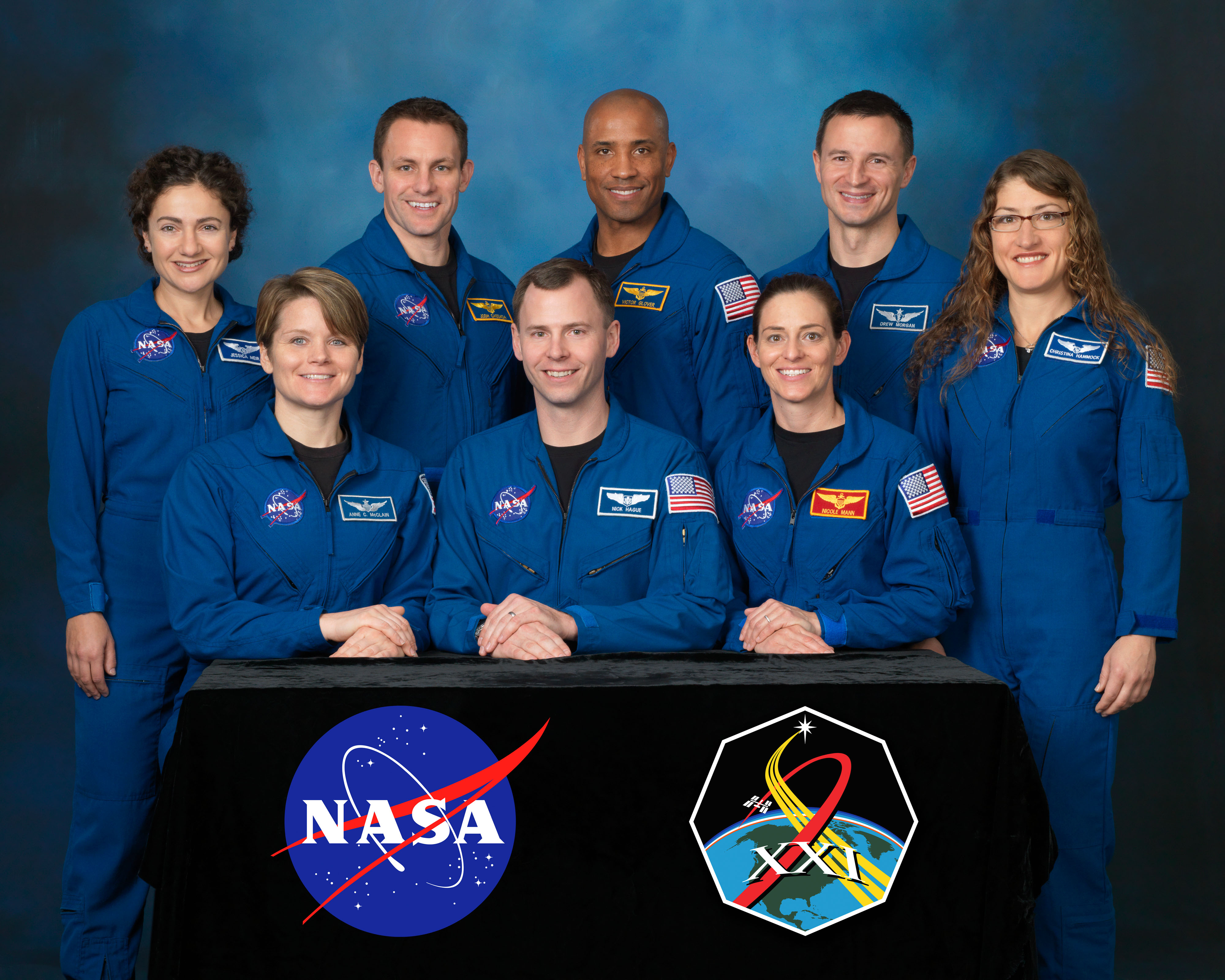

美国国家航空航天局第二十一组宇航员，是美国国家航空航天局挑选的第二十一批宇航员。2011年美国宇航局开放了该批次宇航员的申请。经过长达一年半的挑选，名单于2013年6月公布。当中有四名男性和四名女性，是女性入围比例最高的一组。据NASA宇航员嘉芙蓮·魯賓斯说，「这......反映了现在科学和工程领域有多少真正有才华的女性。」NASA总共收到6,300多份申请，这使其成为当时收到的第二高的数量（第二十二组以超过18,300份的总数超越了这两项记录）。
传统上，即将到来的批次由上一届批次授予一个绰号。按照这一习俗，第二十组（绰号“笨蛋”，The Chumps）将第二十一组命名为“八球”（Eight Balls），因为他们有8个人。鲍勃·贝恩肯（Bob Behnken），当时的宇航员办公室主任，在一次采访中表示，这个名字进一步代表了，「八球（在台球或桌球中）是最后打的，前一批次希望是『2013年宇航员候选人』将在他们所有人（飞行）之后被分配。」第二十一组宇航员由八人组成：杰西卡·梅尔博士，妮可·奥纳普·曼恩，乔希·卡萨达博士，尼克·黑格，克里斯蒂娜·科赫，安德鲁·理查德·摩根，维克多·格洛弗，以及安妮·麦克莱恩。
截至2020年4月，有五名成员位列美国宇航局宇航员当时最长的太空飞行名单，其中科赫保持着女性最长的单次太空飞行记录。梅尔和科赫也是第一组参加全女性太空行走的女性。

## 挑选与训练

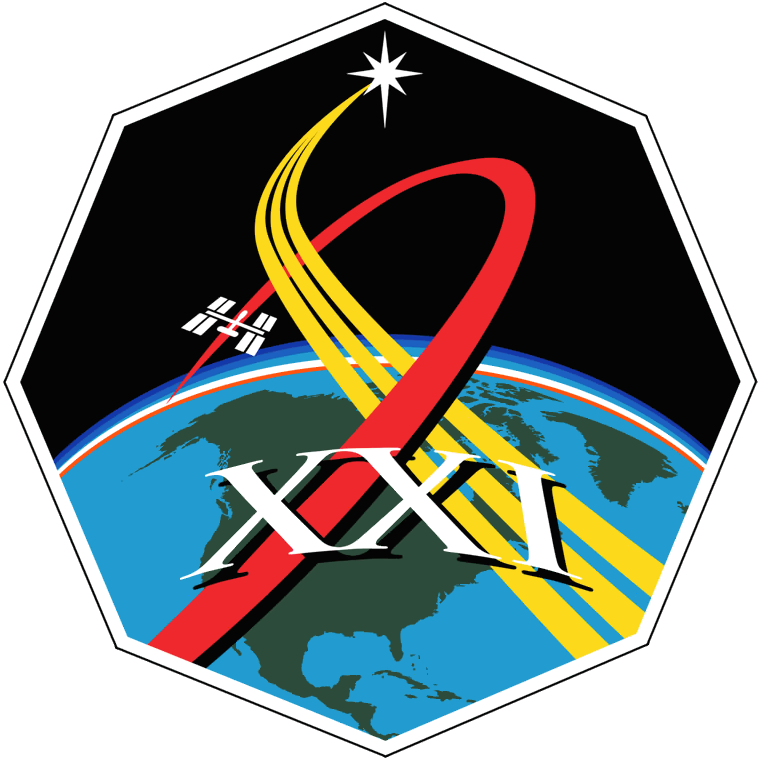
Patch

入选宇航员项目的一个要求是拥有美国公民身份和科学、工程或数学学位。此外，非飞行员需有三年的专业经验，飞行员需有至少1,000小时的喷气机飞行时间。社区服务是一个加分项。最后，申请人必须能够通过NASA的飞行体检。选拔过程大约需要18个月。
宇航员候选人要经过两年的培训。他们学习工程学、地球和空间科学、气象学和空间站系统。他们还接受艰苦的生存训练，包括水肺认证和游泳测试资格。在这个阶段之后，被选中继续工作的宇航员与资深宇航员一起工作，后者指导他们进一步的训练。在最后的训练阶段，宇航员们将重点放在他们任务的具体要求上。

## 成員

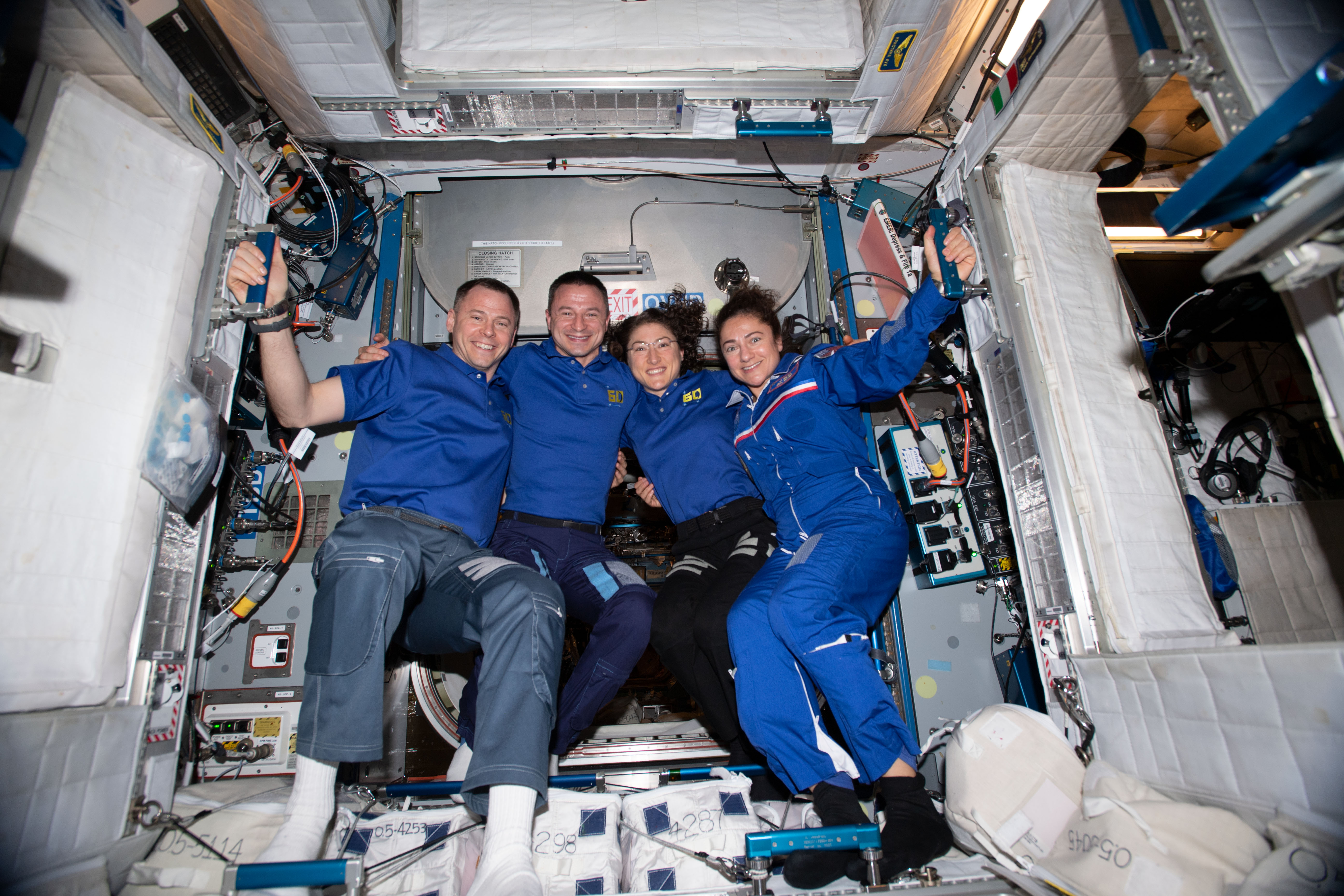
尼克·黑格、安德鲁·理查德·摩根、克里斯蒂娜·科赫和杰西卡·梅尔2019年9月25日摄于国际空间站内。

- 乔希·卡萨达，出生于1973年7月18日，加利福尼亚州，聖地牙哥
  - 飞行员 - SpaceX载人5号 (远征68/69)- 2022年10月5日[8]
- 维克多·格洛弗，出生于1976年4月30日，加利福尼亚州，波莫纳
  - 飞行员 - SpaceX載人1號 (远征64/遠征65)- 2020年11月16日
- 尼克·黑格，出生于1975年9月24日，堪薩斯州，貝爾維爾（英语：Belleville，Kansas）
  - 飞行工程师- 联盟MS-10 (远征57（英语：Expedition 57）/58（英语：Expedition 58）)- 2018年10月11日（中途失败；亚轨道飞行）
  - 飞行工程师- 联盟MS-12 (远征59（英语：Expedition 59）/60（英语：Expedition 60）)- 2019年3月14日
- 克里斯蒂娜·科赫，出生于1979年1月29日，密西根州，大急流城
  - 飞行工程师 - 联盟MS-12 (远征59（英语：Expedition 59）/60（英语：Expedition 60）/61（英语：Expedition 61）)- 2019年3月14日
- 妮可·奥纳普·曼恩，出生于1977年6月27日，加利福尼亚州，佩塔卢马
  - 指挥官 - SpaceX载人5号 (远征68/69)- 2022年10月5日[8]
- 安妮·麦克莱恩，出生于1979年6月7日，华盛顿州，斯波坎
  - 飞行工程师 - 联盟MS-11 (遠征58（英语：Expedition 58）/59（英语：Expedition 59）)- 2018年12月3日
- 杰西卡·梅尔，Ph. D，出生于1977年7月1日，缅因州，卡里布
  - 飞行工程师 - 联盟MS-15 (远征61（英语：Expedition 61）/62（英语：Expedition 62）) - 2019年9月25日
- 安德鲁·理查德·摩根，MD，出生于1976年2月5日，西維吉尼亞州，摩根敦
  - 飞行工程师 - 联盟MS-13 (远征60（英语：Expedition 60）/61（英语：Expedition 61）/62（英语：Expedition 62）) - 2019年7月20日